# 血盟 (菲律賓)
血盟，是菲律賓的一個古老儀式，旨在確保雙方遵守友誼和條約。締約方將手腕割開，將血液倒入裝滿液體如酒的杯子，混合後飲用。
血盟的一個著名的例子是西班牙探險米格尔·洛佩斯·德莱加斯皮和保和島大督西卡圖納在1565年之間，和在葡萄牙探險家費迪南德·麥哲倫和宿霧的拉賈·胡馬巴之間。
在19世紀反西班牙革命團體卡蒂普南成員之間也實踐此儀式，但他們不是飲用血液而是用血液簽署會員合同。